# 6次元 (2,0)-超共形場理論
理論物理学では、6次元 (2,0)-超共形場理論 (six-dimensional superconformal field theory) は、超共形場理論(superconformal field theories)の分類により存在が予言されている場の理論である。作用汎函数の項として理論が記述できていないので、いまだ良く理解されていない。この理論の固有の難しさにもかかわらず、物理学と数学の双方から、様々な理由で興味が持たれている対象と考えられている。

## 応用
(2,0)-理論は、場の量子論の一般的性質の研究にとって重要であることが証明されている。実際、この理論は有効場理論への数学的興味を多く呼び起こし、これらの理論に関連する新しい双対性を指摘する。たとえば、ルイス・アルダイ、ダヴィデ・ガイオット、立川祐二は、この理論を曲面へコンパクト化することにより、4次元の場の量子論を得て、この理論の物理と曲面自身に付帯するある物理的概念に関係付ける双対性が存在することを示した。この双対性はAGT対応として知られている。さらに詳しくは、理論家たちはこのアイデアを拡張し、3次元へコンパクト化すると得られる理論を研究している。
この場の量子論への応用に加え、(2,0)-理論は、純粋数学での多くの重要な結果をもたらしている。たとえば、(2,0)-理論の存在は、ウィッテン(Witten)により幾何学的ラングランズ対応と呼ばれる数学の関係性の予想を「物理学的」に説明することに使われた。その仕事の結果、ウィッテンは、(2,0)-理論がコバノフホモロジーと呼ばれる数学の概念とも近いことを示すことにも使った。ミハイル・コバノフ(Mikhail Khovanov)により2000年ころに開発されたコバノフホモロジーは、結び目の異なった形を研究し分類する数学の一分野である結び目理論へツールを提供した。数学への (2,0)-理論の他の応用では、ダヴィデ・ガイオット、グレゴリー・ムーア(Greg Moore)、アンドリュー・ナイツケ(Andrew Neitzke)の仕事があり、そこでは物理的アイデアが超ケーラー幾何学(hyperkähler geometry)における新しい結果を導いている。